# Au temps des premiers chrétiens
Pour plus de détails, voir Fiche technique et Distribution.
Au temps des premiers chrétiens est un film français réalisé par André Calmettes, sorti en 1910.

## Fiche technique
- Titre : Au temps des premiers chrétiens
- Réalisation : André Calmettes
- Scénario : d'après Quo vadis ? de Henryk Sienkiewicz
- Production : Le Film d'art
- Pays d'origine : France
- Format : Noir et blanc - 1,33:1 - Film muet
- Genre : Drame et historique
- Date de sortie : 1910

## Distribution
- Albert Lambert : Marcus Vinicius
- Georges Dorival
- Lilian Greuze